# لورا کورگان
لورا کورگان یک معمار اهل آفریقای جنوبی و دانشیار دانشکده معماری، برنامه‌ریزی و حفاظت در دانشگاه کلمبیا (GSAPP) است. او مدیر مرکز بین رشته‌ای تحقیقات فضایی در بخش "GSAPP" است. این بخش را خود او به عنوان آزمایشگاه طراحی اطلاعات فضایی در سال ۲۰۰۴ تأسیس کرد است. از سال ۱۹۹۵، این معمار شرکت طراحی بین رشته‌ای خود را در شهر نیویورک با نام "Laura Kurgan Design" تأسیس و اداره کرده است. او بورسیه بنیاد راکفلر و کمک هزینه بنیاد گراهام را برای ادامه فعالیت‌های خود دریافت کرده است. آثار کورگان در موسسات معتبری از جمله مرکز هنر و رسانه کارلسروهه، موزه هنر مدرن، موزه جدید و دوسالانه معماری ونیز به نمایش گذاشته شده است.

## حرفه

### کتاب «از نزدیک‌ترین فاصله: نقشه‌برداری، فناوری و سیاست»
لورا در سال ۲۰۱۳، در بخش نشریات دانشگاه ام‌آی‌تی کتاب خود را با عنوان «از نزدیک‌ترین فاصله: نقشه‌برداری، فناوری و سیاست» منتشر کرد. این کتاب تأثیر فناوری‌های مدرن از جمله سامانه موقعیت‌یاب جهانی، انتشار داده‌ها از طریق اینترنت و گوگل ارث را بر روی نقشه‌های تعاملی فیزیکی و مجازی بررسی می‌کند. در نقد «جنیفر لایت» از کتاب، او می‌گوید:
قوی‌ترین موضوع در بخش مقدماتی کتاب این است که متخصصان خلاق را با اشکال جدیدی از هنر رسانه‌ای آشنا می‌کند.
این کتاب تأثیرگذار با همکاری «نیل برنر» در دانشکده معماری دانشگاه پرینستون در اکتبر ۲۰۱۳ ارائه شد.

### کتاب «املاک میلیون دلاری»
کتاب «املاک میلیون دلاری» کتابی است که توسط لورا کورگان و «اریک کادورا» نوشته شده است. این کتاب در آزمایشگاه طراحی اطلاعات فضایی دانشگاه کلمبیا و با کمک از اطلاعات موجود در مرکز نقشه‌برداری نوشته شده است تا توضیح دهد که چقدر پول مالیات دهندگان توانسته است مردم را در کشور نگه دارد و برای آنها رفاه ایجاد کند. این کتاب از اطلاعات سیستم عدالت کیفری برای ایجاد نقشه‌ای استفاده کرد که درصد افراد زندانی را از چند شهرستان در پنج ایالت آمریکا نشان می‌داد. کورگان در سرمقاله خود در مجله آتلانتیک در مورد این کتاب خود نوشت:
در سراسر کشور، تخمین زده می‌شود که دو سوم کسانی که زندان را ترک می‌کنند ظرف سه سال بار دیگر دستگیر می‌شوند.
تمرکز تجمع زندان‌ها در چند منطقه کمتر توسعه یافته قابل مشاهده است.
در سال ۲۰۰۸، تصویری الهام گرفته از کتاب، با عنوان «معماری و عدالت ۱»، در موزه هنر مدرن شهر نیویورک به نمایش درآمد. این اثر در اختیار موزه هنر قرار دارد. در نمایشگاه "édémédé" در سال ۲۰۰۸، بخش نقشه بروکلین از اثر کلی که در نمایشگاه موزه هنر مدرن به نمایش درآمده بود بار دیگر به نمایش درآمد. این اثر تحت عنوان هنر معاصر در بخش کاتالوگ موزه و در نمایشگاه طراحی و ذهن الاستیک توسط متصدی آن یعنی «پائولا آنتونلی» و استاد «پیتر هال» مود نقد قرار گرفت. «پیتر هال» دربارهٔ این اثر هنری گفت:
این اثر پارادایمی جدید برای انتقاد ارائه می‌دهد.

### کتاب «پرش از دیوار آتش بزرگ»
این پروژه که با تیم‌هایی از آزمایشگاه طراحی اطلاعات فضایی، مرکز آمریکا و به کمک قلم و مؤسسه نوآوری رسانه‌ای براون انجام شد، بیان آزاد را به صورت آنلاین در کشور چین بررسی می‌کرد. کورگان به عنوان محقق اصلی، تیم تحقیقاتی خود را در بررسی و شناسایی روش‌های استفاده شده توسط کاربران اینترنت چینی برای دسترسی و مشارکت آزاد در مناطق فیلتر شده رهبری می‌کرد.